# Rikyū (cràter)

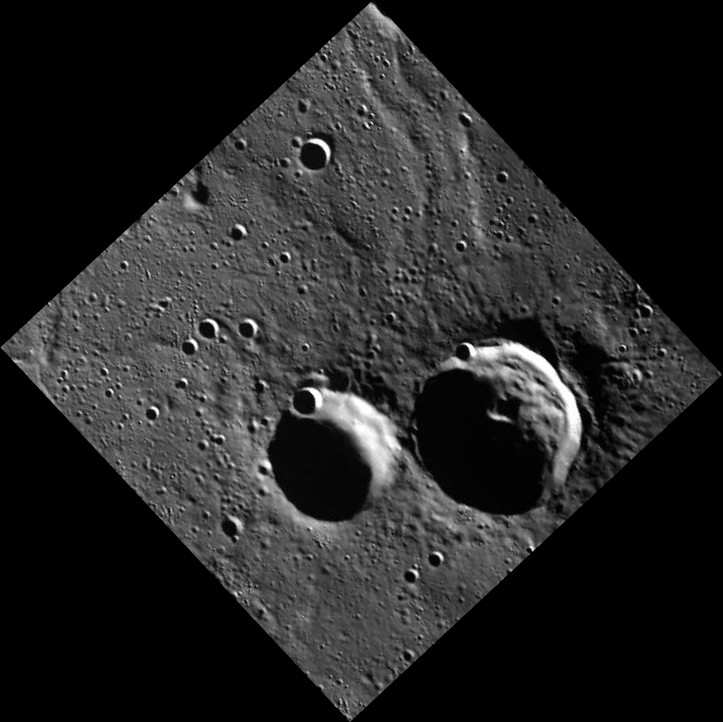
Cràters Rikyū (esquerra) i Varma.

Rikyū és un cràter d'impacte en el planeta Mercuri de 22,4 km de diàmetre. Porta el nom del mestre de la cerimònia del te japonès Sen no Rikyū (1522-1591), i el seu nom va ser aprovat per la Unió Astronòmica Internacional el 2013.